# Craterul Mizarai
Craterul Mizarai este un crater de impact meteoritic în municipiul Druskininkai, Lituania.

## Date generale
Craterul nu este expus la suprafață, deasupra sa aflându-se acum satul Mizarai. Craterul are aproximativ 5 km în diametru și aproximativ 250 m în adâncime. A fost creat de un asteroid, estimat la 300 m în diametru, acum 500 ± 20
sau 570 ± 50 milioane de ani în urmă (Cambrian sau Neoproterozoic). Asteroidul a lovit solul și l-a spulberat până la 1,3 km adâncime. Mai târziu a fost îngropat sub diferite sedimente. Craterul Mizarai a fost descoperit de geologul lituanian Gediminas Motuza în timpul unei investigații seismice internaționale numită Eurobridge, care a ajuns la adâncimi de 90–100 km.